# Nova Kaluha Druha, Velîka Oleksandrivka
Nova Kaluha Druha (în ucraineană Нова Калуга Друга) este un sat în comuna Nova Kaluha din raionul Velîka Oleksandrivka, regiunea Herson, Ucraina.

## Demografie
Componența lingvistică a localității Nova Kaluha Druha
     Ucraineană (85,71%)
     Rusă (14,29%)
Conform recensământului din 2001, majoritatea populației localității Nova Kaluha Druha era vorbitoare de ucraineană (85,71%), existând în minoritate și vorbitori de rusă (14,29%).